# Capital Group
«Капитал Груп» (Capital Group) — российская компания развития, основанная в 1991 году. Направление деятельности — комплексное развитие проектов в сфере недвижимости.

## История
В 1991 году Владислав Доронин основал компанию «Капитал Груп», в состав которой в 1993 году вошли Эдуард Берман и Павел Тё.
В 1998 году в структуру компании вошла собственная управляющая компания Capital Group CAPEX .
В 2016 году Павел Тё избран Председателем Совета директоров Capital Group.

## Собственники
Материнской компанией, контролирующей Капитал Груп, является кипрская компания Capital Investments Limited (C.I.T.). Бенефициарными собственниками Capital Investments Limited (C.I.T.) на паритетных началах (по 33,3 %) являются Владислав Доронин, Павел Тё и Эдуард Берман.
До 2016 года Председателем Совета Директоров компании был Владислав Доронин, который также отвечал за покупку и продажу активов, привлечение инвестиций, разработку архитектурных решений и маркетинг проектов. С 2016 года Председателем Совета Директоров является Павел Тё, который также отвечает за работу с новыми проектами, юридическую работу и взаимоотношения с правительством Москвы. Эдуард Берман занимается вопросами управления строительством. Партнеры вместе принимают стратегические решения и совместно управляют компанией.
14 апреля 2022 года Владислав Доронин переоформил свою долю в ООО «Капитал Груп Девелопмент» на свою 87-летнюю мать — Зинаиду Доронину. По словам юристов Доронина, это было сделано с целью избежать риска экспроприации его активов из-за позиции бизнесмена по российско-украинской войне, а также с целью дистанцироваться от России в то время, когда США и другие страны Запада “...замораживают и конфискуют активы связанных с Кремлем людей”.

## Деятельность
Специализация Capital Group —  комплексное развитие девелоперских проектов.
В портфеле — 7,8 млн кв. м. реализованных, строящихся и проектируемых объектов, из них 3,3 млн кв. м. — в активной фазе строительства.
Capital Group специализируется на строительстве многофункциональных комплексов, жилой и коммерческой недвижимости. Помимо традиционных премиального и бизнес-сегментов, с 2009 года развивает масштабные (более миллиона квадратных метров) жилые проекты комфорт-класса.

### Показатели деятельности
- Выручка компании в 2006 году составила 12,9 млрд руб.
- Выручка компании в 2007 году составила 21 млрд руб. В рейтингах Forbes 200 крупнейших непубличных компаний «Капитал Груп» заняла 136 место [16].
- Выручка компании в 2008 году составила 17,6 млрд руб. В рейтингах Forbes 200 крупнейших непубличных компаний «Капитал Груп» заняла 96 место[17]
- Выручка компании в 2009 году составила 21 млрд руб. В рейтингах Forbes 200 крупнейших непубличных компаний «Капитал Груп» заняла 145 место [18]
- Выручка компании в 2020 году составила 42 млрд руб[19].

## Награды и рейтинги
- По итогам ежегодного рейтинга журнала Forbes по итогам 2009 года, Capital Group входила в топ-10 наиболее влиятельных игроков среди крупнейших компаний-владельцев коммерческой недвижимости[20].
- Строительные проекты холдинга «Капитал Груп» получали признание в профессиональной и архитектурной среде. В 2010 году МФК «Город Столиц» был удостоен звания «Лучшего многофункционального комплекса», присужденного в рамках CRE Awards`09; многофункциональный комплекс класса deluxe «Легенда Цветного» был удостоен звания «Лучшего элитного жилого комплекса» в рамках Urban Awards 2010.
- На выставке «Архитектурная Москва. Комплексный подход 2010 г.» «Легенда Цветного», «Город Яхт» и МФК «Триколор» были отмечены в числе самых ярких объектов, реализованных в Москве за последние 10 лет[21].
- Жилая башня небоскрёба "ОКО" признана на международном уровне лучшим российским девелоперским проектом 2016 года и удостоена престижной международной премии FIABCI Prix d’Excellence[22].

## Участие в скандалах
В 2007 году между компанией «Капитал Груп» и архитектором Эриком ван Эгераатом возник конфликт. Эрик ван Эгераат, недовольный тем, что его проект комплекса «Город Столиц» в «Москва-Сити» был отдан на переработку другому архитектору без его согласия, а также несанкционированным использованием своих рисунков и чертежей в рекламе этого комплекса, подал иск в Стокгольмский арбитраж. В марте 2008 года Стокгольмский арбитраж постановил взыскать с «Капитал Груп» 3,6 млн долларов США за работы по комплексу «Город Столиц», входящему в «Москва-Сити». В октябре 2008 года Эрик Ван Эгераат выиграл в суде также спор по аналогичному делу по проекту коттеджного посёлка Barvikha Hills в подмосковной Барвихе (сумма компенсации — 1 млн долларов США).
В ноябре 2010 года компания «Капитал Груп» подала иск в Арбитражный суд города Москвы к Эрику ван Эгераату о защите деловой репутации. Причиной обращения в суд стало интервью Эрика ван Эгераата агентству «Интерфакс», в котором он нелестно высказался о техническом качестве строительства комплекса «Город Столиц» в «Москва-Сити» .

Сейчас предпочитают строить тонкие стены, тонкие оконные конструкции, к которым если прислониться, можно вывалиться наружу… Видели как, например, мой проект реализован в „Сити“?. Это как раз тот случай, когда можно вывалиться из окна, надавив на него покрепче.

11 января 2011 года Арбитражный суд Москвы утвердил мировое соглашение между «Капитал Груп» и архитектором. По условиям соглашения Эрик ван Эгераат должен опубликовать на сайте агентства «Интерфакс» официальное заявление, что он не имел намерения подвергать сомнению качество строительства комплекса «Город Столиц» в своём интервью агентству от 17 сентября 2010 года.
5 мая 2011 года дом, построенный в начале XX века по проекту архитектора Федора Кольбе на Большой Якиманке в центре Москвы, был разрушен строительной компанией АДС-424, дочерней фирмой Capital Group, несмотря на запрет столичного правительства и протесты со стороны общественного движения Архнадзор.
31 мая 2016 года ООО «Капитал Груп» начала подготовку к строительству 23-этажного жилого дома по адресу Живописная улица (Москва) (кадастровый номер участка 77:08:0009021:1004). Жители районов Хорошёво-Мнёвники и Щукино, экологи и муниципальные депутаты составили петицию с требованием провести публичные слушания и отменить стройку, которая, по их мнению, нарушает федеральное и московское природоохранное законодательство. Публичные слушания обязательны по проектам изменений правил землепользования и застройки, в данном случае их не было. Согласно петиции, строительство небезопасно, поскольку участок граничит с крупнейшим в Москве газорегуляторным пунктом «Щукино», рядом находятся дюкер газопровода высокого давления «Строгино-Щукино» и экспериментальная площадка «Газовый завод» НИЦ «Курчатовский институт», где расположены реакторы..